# 狂い咲きフライデイ・ナイト
狂い咲きフライデイ・ナイト（くるいざきフライデイ・ナイト）は、日本の男性タレントであるタモリの楽曲。1981年（昭和56年）5月1日に発売された自身4作目のスタジオ・アルバム『ラジカル・ヒステリー・ツアー』に収録され、同アルバムからのシングル・カットとしてアルバムと同日に発売された。

## 概要
表題曲及びカップリングの「スタンダード・ウィスキー・ボンボン」共に、桑田佳祐（サザンオールスターズ）が作詞・作曲を担当。当作発売と同時期に始まった『今夜は最高!』（日本テレビ系列）でも共演する鈴木“コルゲン”宏昌がアレンジを担当。鈴木率いるThe Playersのメンバーがレコーディングにも参加している。
「狂い咲きフライデイ・ナイト」は、発売から1年5か月後の1982年（昭和57年）10月9日に公開された、自身の主演映画『キッドナップ・ブルース』の劇中歌に使用された。

## 収録曲
| #         | タイトル                               | 作詞・作曲 | 編曲      | 時間 |
| --------- | -------------------------------------- | ---------- | --------- | ---- |
| 1.        | 「狂い咲きフライデイ・ナイト」         | 桑田佳祐   | 鈴木宏昌  | 3:27 |
| 2.        | 「スタンダード・ウィスキー・ボンボン」 | 桑田佳祐   | 鈴木宏昌  | 3:48 |
| 合計時間: | 合計時間:                              | 合計時間:  | 合計時間: | 7:15 |

### 参加ミュージシャン
- 鈴木宏昌（ピアノ・キーボード）
- 松木恒秀（ギター）
- 岡沢章（ベース）
- 渡嘉敷祐一（ドラムス）
- 数原晋（トランペット） - #1
- クレープ（バック・ヴォーカル） - #2

## テレビ披露
| 放送日        | 番組名             | 放送局     | 内容 |
| ------------- | ------------------ | ---------- | --- |
| 1981年8月31日 | 夜のヒットスタジオ | フジテレビ | ザ・スクエアをバックにタモリがトランペットを吹きながら本曲を歌唱。 2番歌唱時は10名ほどの女性に囲まれながら歌った。 |
| 2015年7月19日 | ヨルタモリ         | フジテレビ | ゲストの三谷幸喜が鼻笛を吹きながら、 タモリと宮沢りえ他が楽しそうに本曲を歌った。                                  |